# Crystal Growth & Design
Crystal Growth & Design (nach ISO 4 abgekürzt Cryst. Growth Des.) ist eine wissenschaftliche Fachzeitschrift, die von der American Chemical Society veröffentlicht wird. Derzeit erscheint die Zeitschrift mit zwölf Ausgaben im Jahr. Es werden Artikel veröffentlicht, die sich mit Fragen des Kristallwachstums und der Kristallbearbeitung beschäftigen.
Der Impact Factor lag im Jahr 2020 bei 4,076. Nach der Statistik des Web of Science wird das Journal mit diesem Impact Factor in der Kategorie Multidisziplinäre Chemie an 67. Stelle von 178 Zeitschriften, in der Kategorie Kristallographie an fünfter Stelle von 25 Zeitschriften und diesem Impact Factor in der Kategorie Multidisziplinäre Materialwissenschaft an 128. Stelle von 334 Zeitschriften geführt.